# 크리스천 호너
크리스천 호너(영어: Christian Horner,  1973년 11월 16일 ~ )는 영국의 자동차 경주 선수이자 포뮬러 원 지도자이다.
2005년부터 레드불 레이싱의 단장(Team Principal)을 맡고 있다.

## 서훈
- 2013년 대영 제국 훈장 4등급(OBE) 수훈[1]